# Хосе Батльє-і-Ордоньєс
Хосе Пабло Торквато Батльє-і-Ордоньєс (ісп. José Pablo Torcuato Batlle y Ordóñez, 21 травня 1856, Монтевідео, Уругвай - 20 жовтня 1929, Монтевідео) — державний і політичний діяч Уругваю. Президент Уругваю в 1903—1907 і 1911—1915 роках. Син президента Уругваю в 1868—1872 роках Лоренсо Батльє-і-Грау, дядько президента Уругваю Луїса Батльє Берреса, двоюрідний дід президента Уругваю Хорхе Батльє.

## Біографія
Навчався на юридичному факультеті університету Монтевідео і в паризькій Сорбонні. В кінці XIX століття Батльє-і-Ордоньес знаходився в опозиції до правлячих режимів елітистів і військових, зокрема диктатури Максімо Сантоса ; створена ним в 1886 році газета El Día («День») була рупором Партії Колорадо (ліберального спрямування). Після падіння режиму Сантоса очолив департамент гірничорудної промисловості. У 1893 році він був обраний депутатом, а в 1896 році — сенатором; спирався на «середній клас».
У 1903 році Батльє був обраний президентом Уругваю, в зв'язку з чим лідер опозиційної Національної партії консервативного толку Апарісіо Саравіа розв'язав громадянську війну. Лише після загибелі Саравіа в битві біля Мосольера 1 вересня 1904 року Батльє встановив контроль над всім Уругваєм.
Політичний курс Батльє увійшов в історію країни під назвою «батлізмо». Він виступав за країну середнього класу, в якій «багаті були менш багаті, щоб бідні були менш бідними» і вважав, що цей ідеал може бути досягнутий тільки через втручання інтервенціоністської і перерозподільної держави. Президент провів ряд реформ, спрямованих на підтримку працюючого на експорт сільського господарства, розширив державний сектор в банківській сфері, модернізував систему безкоштовної освіти, і розгорнув будівництво середніх та вищих навчальних закладів. При Батльє була скасована смертна кара і почалася секуляризація: були розділені церква і держава, дозволені розлучення. Він проводив політику протекціонізму, здійснював контроль над діяльністю приватних підприємств і націоналізував кілька монополій.
Після завершення першого президентського терміну в 1907 році Батльє подорожував по Західній Європі, вивчав місцевий досвід в області соціальних програм і демократичного правління (в тому числі в Швейцарії). Він повернувся в Уругвай в лютому 1911 і переміг на чергових президентських виборах. У другій термін Батльє продовжив проводити прогресивні соціальні реформи: ввів восьмигодинний робочий день, створив пенсійні програми в державному і приватному секторах, надав повні цивільні права позашлюбним дітям, а також заборонив жорстоке поводження з тваринами . Він надав жінкам можливість подавати на розлучення і голосувати на виборах (загальне виборче право було закріплено в конституції 1918 року).
Уже після завершення другого президентського терміну в 1915 році Батльє розробив нову конституцію 1918 року, що обмежує президентські повноваження на користь колегіального органу — Національного адміністративної ради з 9 чоловік, які обираються конгресом.
Після відставки, в 1920 році, Батльє вбив на дуелі депутата конгресу Вашингтона Велтрана Барбате. Приводом дуелі стала стаття, яка звинувачувала колишнього президента в шахрайстві, опублікована в газеті, редактором якої був Барбат .
Закладені Батльє економічні ініціативи продовжували втілюватися в життя до 1929 року (коли через кризу різко впав уругвайський експорт), ставши основою смуги тривалого стабільного розвитку Уругваю, раніше послаблений безперервними громадянськими війнами, а в XX столітті завоював репутацію «латиноамериканської Швейцарії». Вважається, що перетворення, проведені Батльє-і-Ордоньєс з наступниками, випередили за часом реформізм в інших країнах і перевершили його по мірі радикальності .
У його честь названо містечко Хосе-Батльє-і-Ордоньєс на південному сході центральної частини Уругваю.